# Tremotylium nitidulum
Tremotylium nitidulum är en lavart som beskrevs av Müll. Arg. 1893. Tremotylium nitidulum ingår i släktet Tremotylium och familjen Thelotremataceae.   Inga underarter finns listade i Catalogue of Life.